# Лупе Фуэнтес
Лупе Фуэнтес (исп. Lupe Fuentes, настоящее имя Сулейди Пьедраита Вергара (исп. Zuleidy Piedrahita Vergara); род. 27 января 1987 года, Кали, Колумбия) — колумбийско-испанская порноактриса

, известная также под сценическими именами Little Lupe, Zuleidy, Zuleidy Lapiedra.

## Биография
Лупе Фуэнтес родилась 27 января 1987 года в городе Кали (Колумбия) в бедной семье. Её отец — испанец, а мать — колумбийка. Затем они с семьёй переехали в Мадрид. В детстве занималась плаванием и классическим балетом.
Карьеру в порно начала в возрасте 19 лет в 2006 году.
В 2010 году разгорелся скандал, в котором правительственные эксперты утверждали, что актриса несовершеннолетняя. Фуэнтес лично явилась в суд и предоставила свои документы, подтверждающие, что съёмки DVD были произведены законно.
Ушла из индустрии в 2010 году, снявшись в 38 фильмах (по данным IAFD).

## Премии и номинации
- 2006: номинация на FICEB Award в категории «Лучшая новая испанская актриса» — Posesió[5]
- 2009: номинация на Hot d'Or в категории «Лучшая европейская актриса» — 100 % Zuleidy[6]
- 2010: номинация на AVN Award в категории: «Лучшая новая Веб-старлетка»[7]
- 2010: номинация на NightMoves в категории «Лучшая новая старлетка»[8]
- 2010: F.A.M.E. Award: «Любимая новая старлетка»[9]
- 2010: XFANZ Award: «Латинская порнозвезда года»[10]
- 2011: номинация на XBIZ в категории «Женская исполнительница года»[11]
- 2011: номинация на XRCO в категории «Кремовая мечта»[12][13]

## Фильмография
- Especial Lucia La Piedra
- Lolita
- Playboy Radio 6
- Posesion
- Woman Pink Hair

## Личная жизнь
С 2011 года состояла в браке с Эваном Сайнфелдом. В декабре 2020 года развелась с ним.

## Фотографии

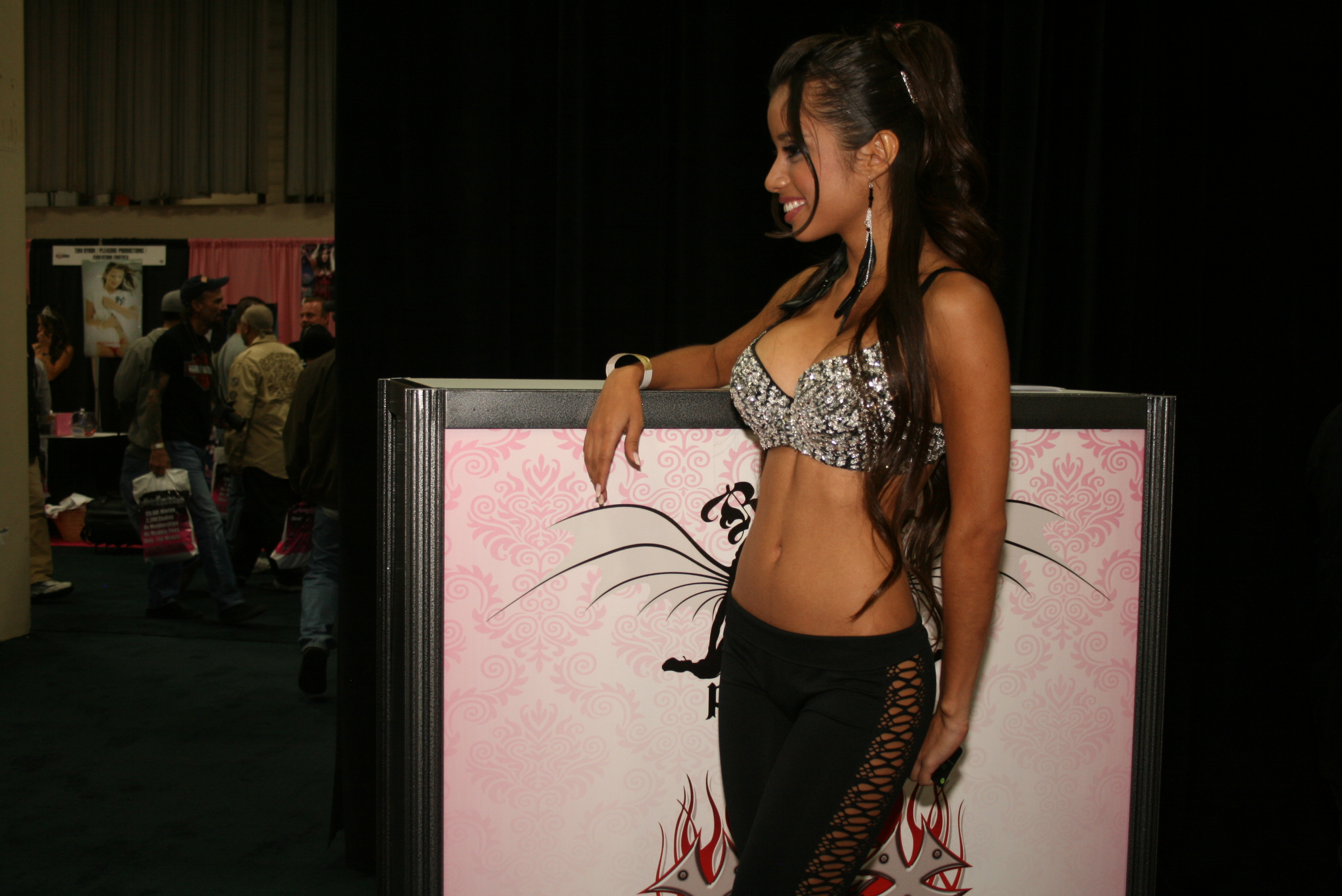
Лупе Фуэнтес на шоу Exxxotica в Эдисоне, Нью-Джерси (2009)
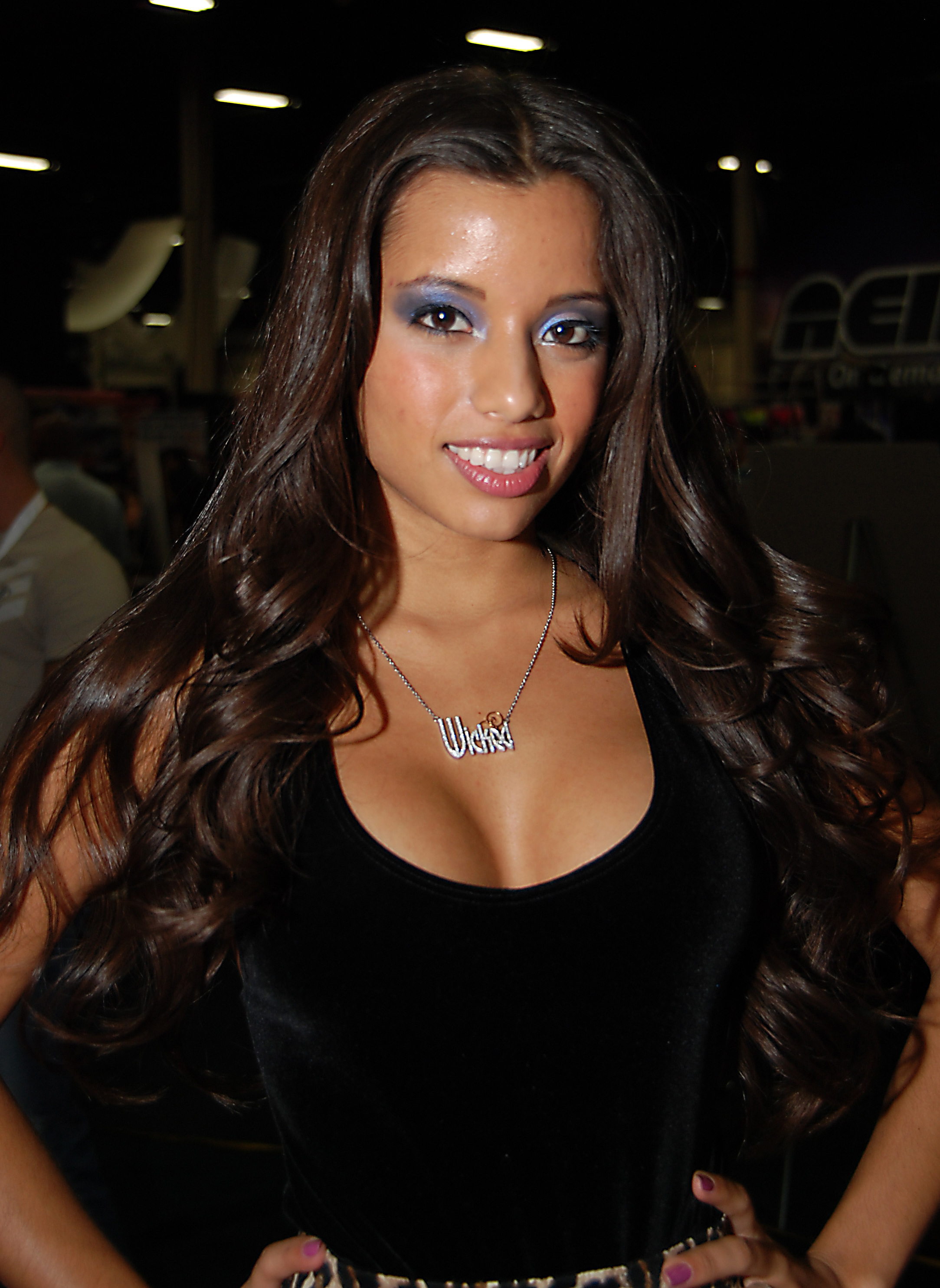
Лупе Фуэнтес (2009)
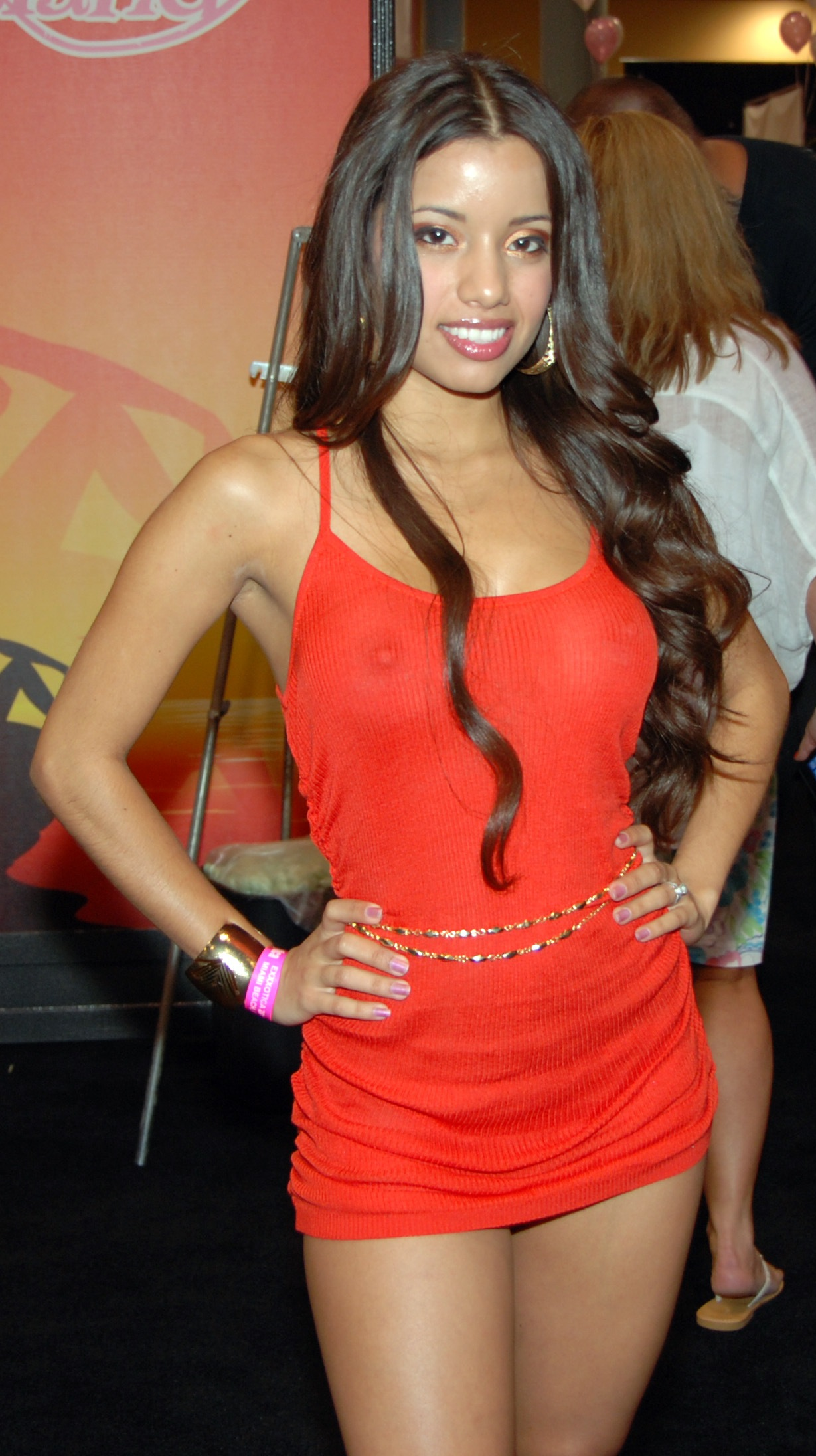
Лупе Фуэнтес (2010)
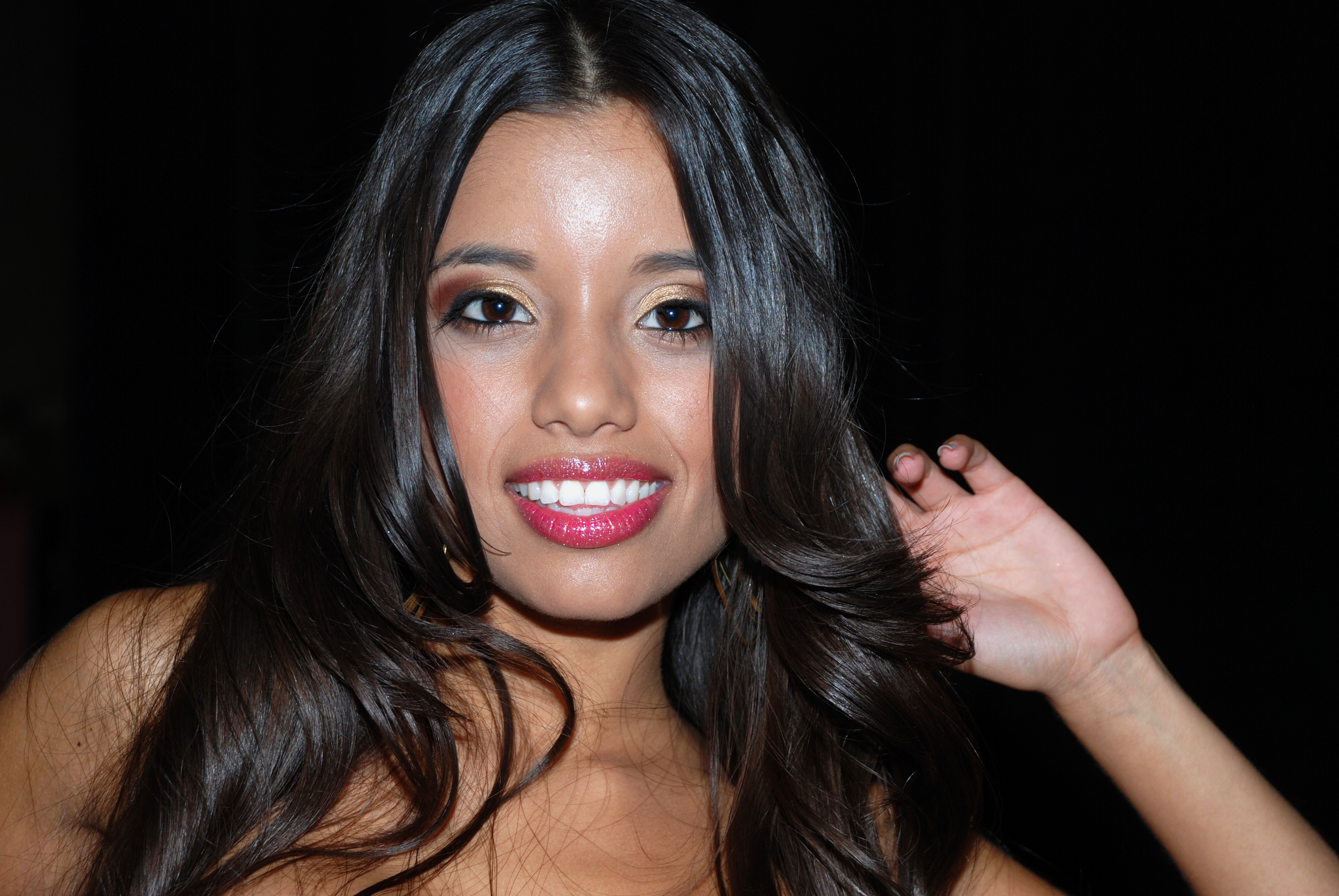
Лупе Фуэнтес (2009)
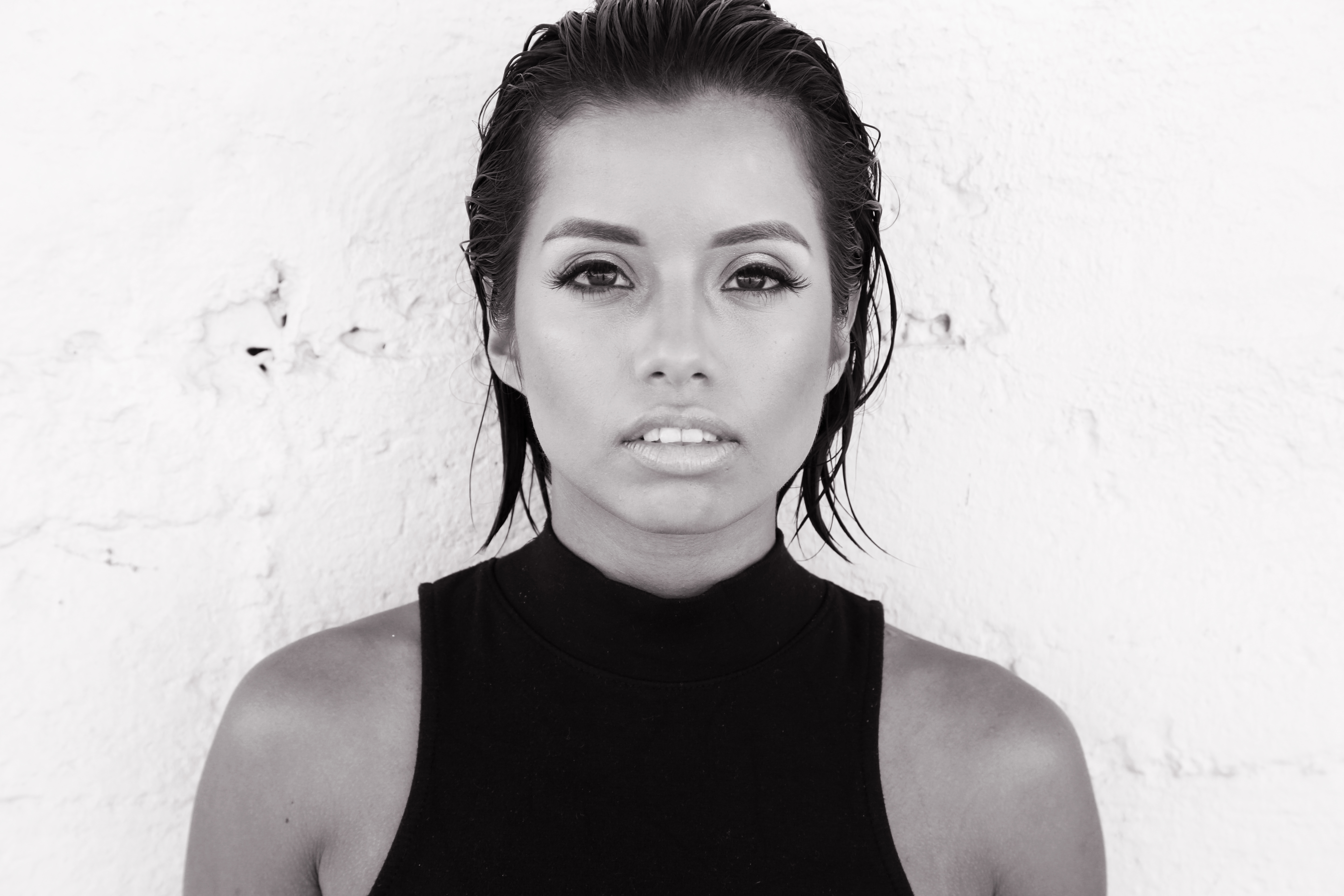
Фуэнтес в 2014 году
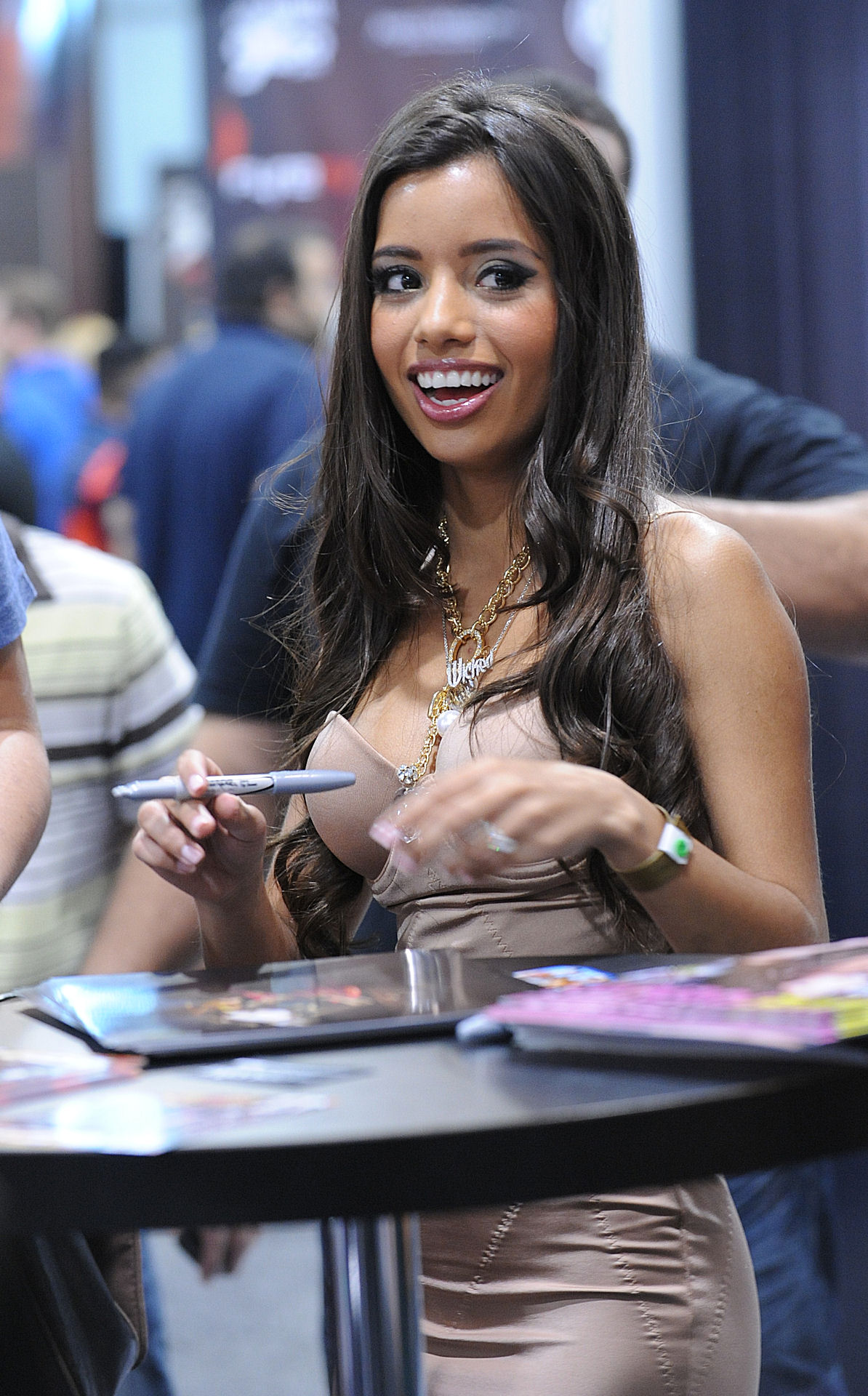
Фуэнтес на выставке AVN Adult Entertainment Expo, 2011 год
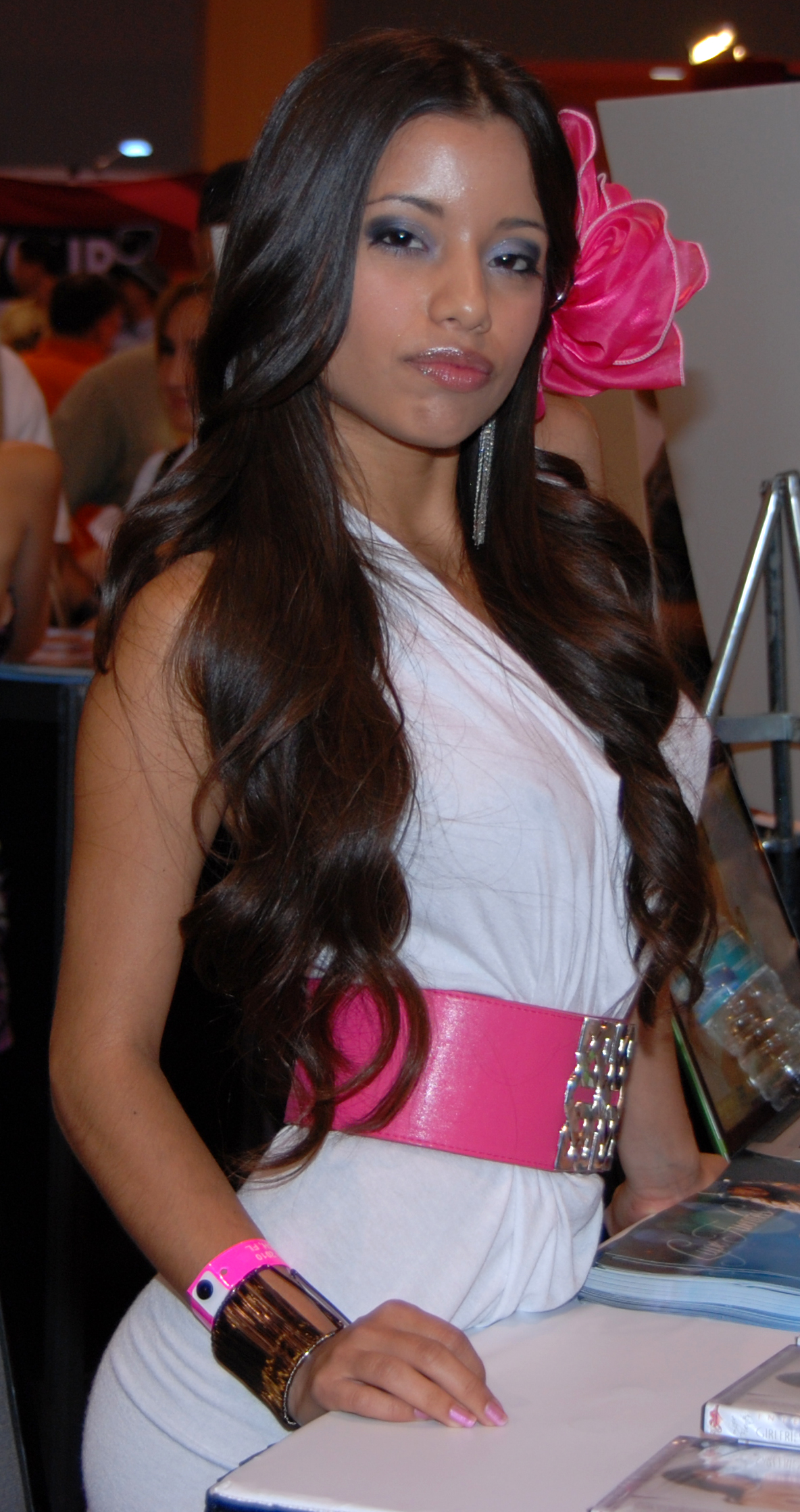
Фуэнтес на шоу Exxxotica в Майами, 2010 год
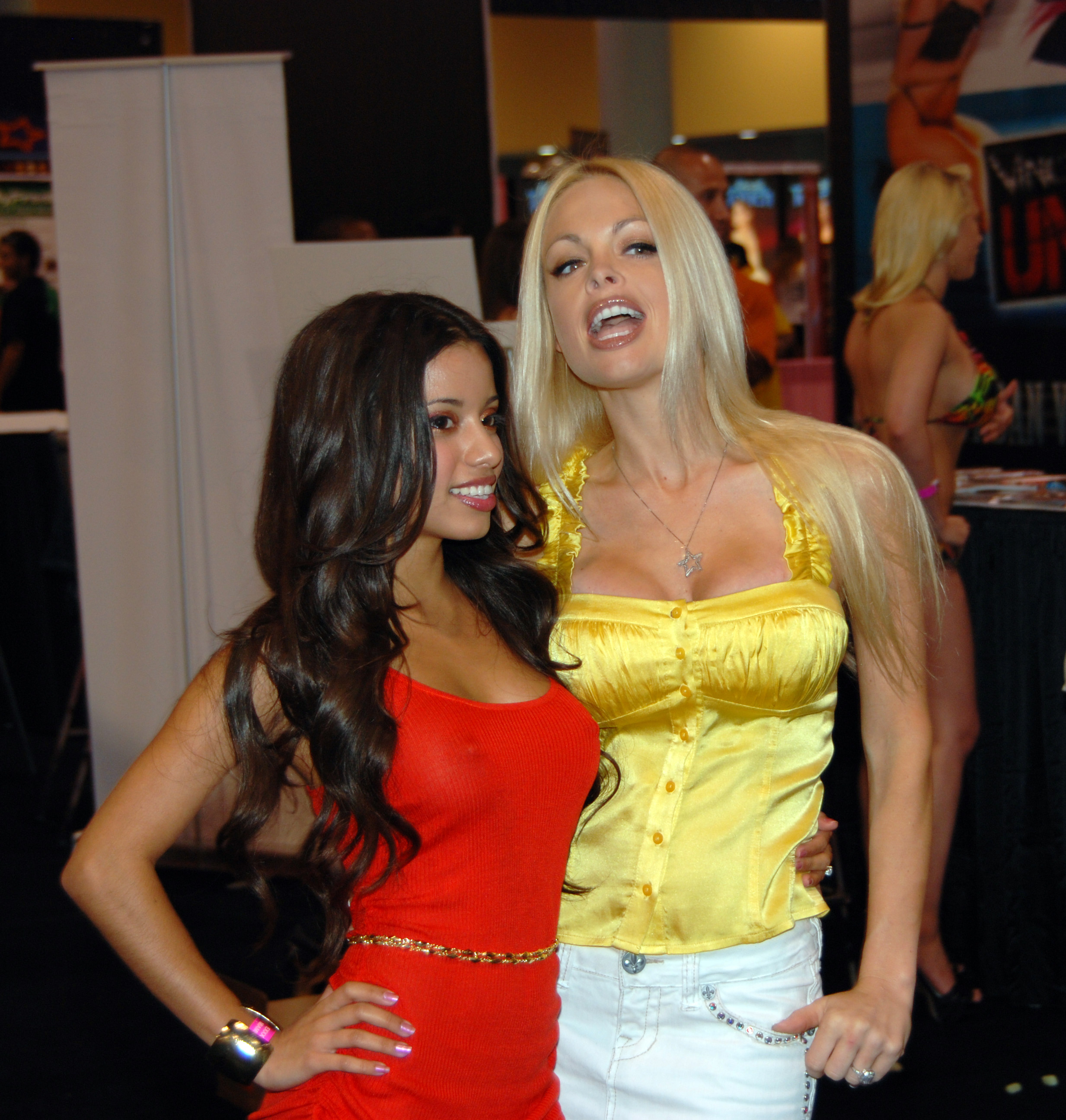
Фуэнтес и Джесси Джейн
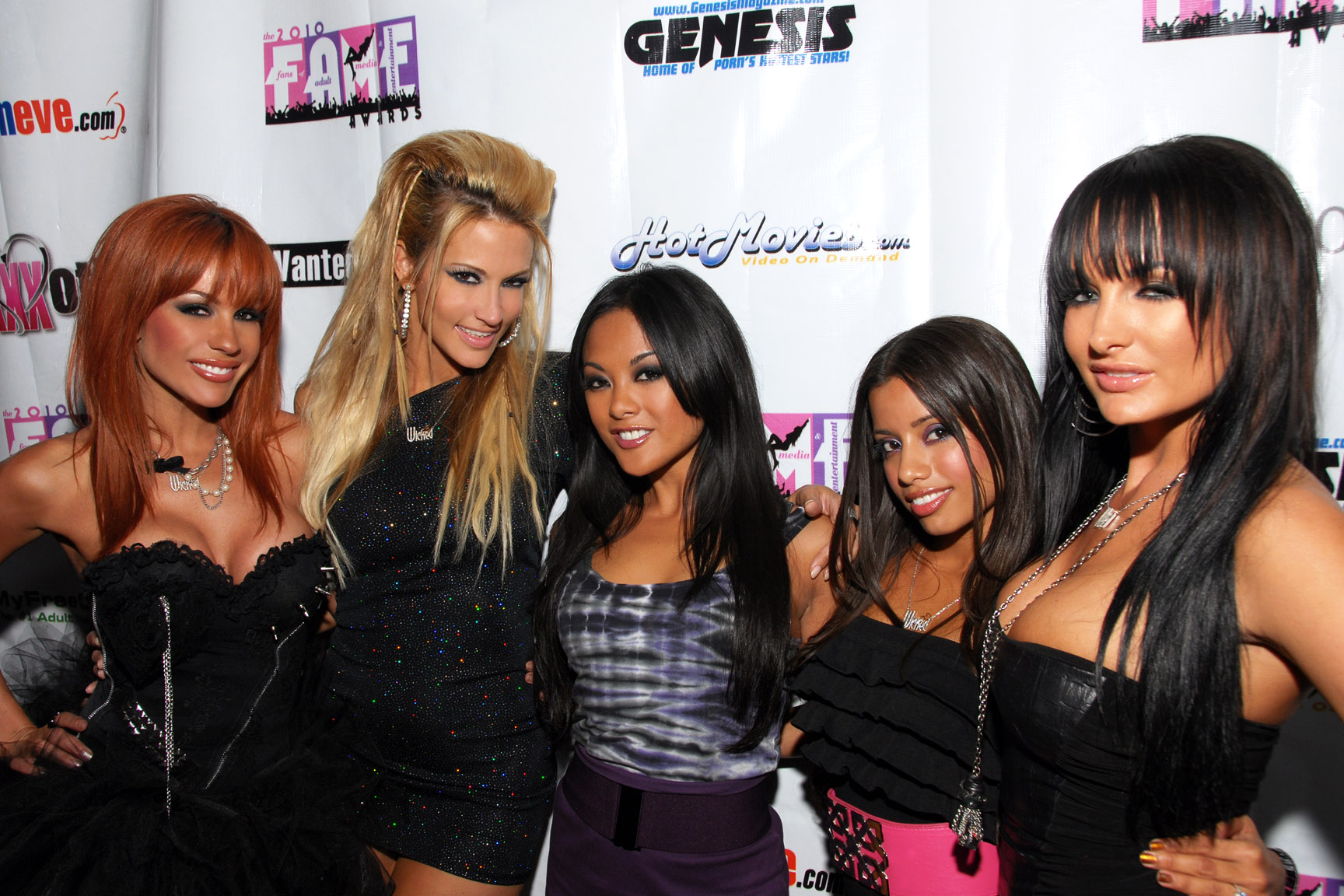
Контрактные исполнительницы Wicked Pictures: Кирстен Прайс, Джессика Дрейк, Кейлени Леи, Лупе Фуэнтес и Алектра Блу, 2010 год
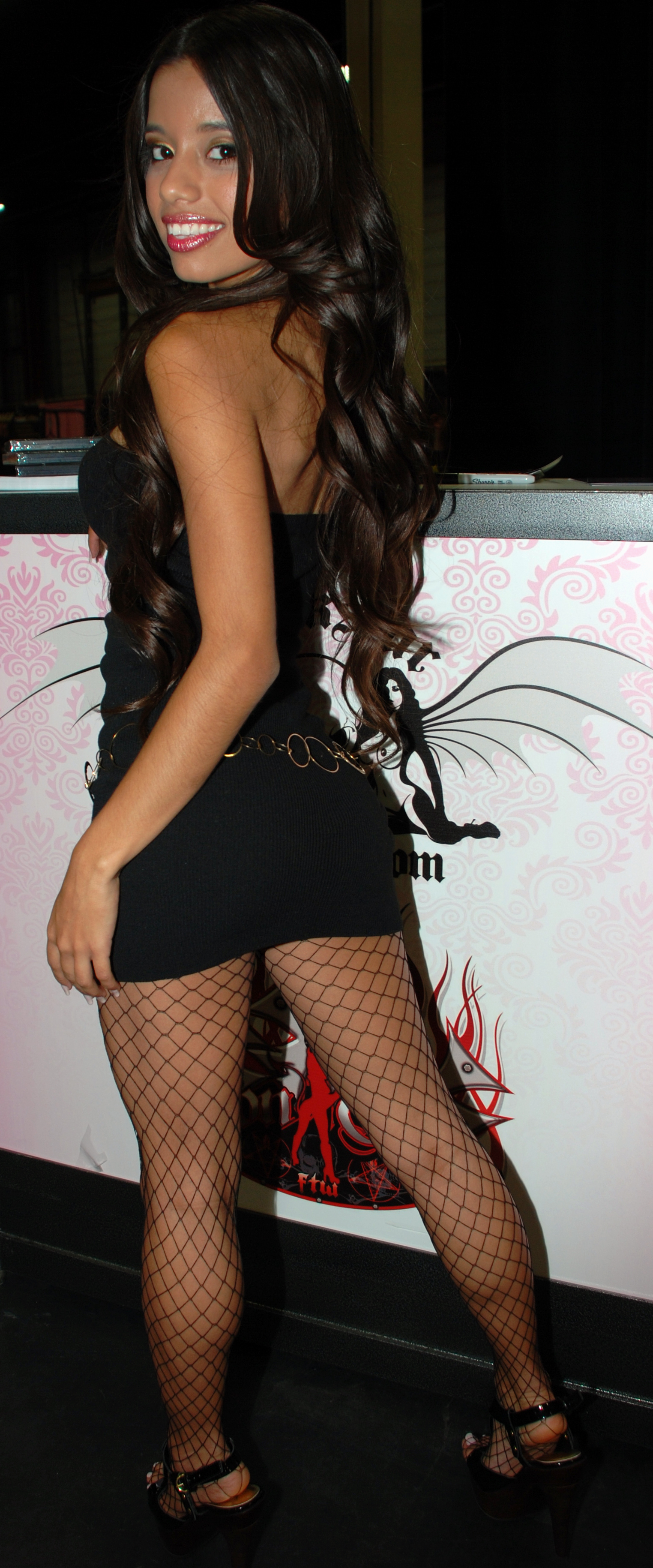